# Webster megye (Iowa)
Webster megye az Amerikai Egyesült Államokban, azon belül Iowa államban található. Lakosainak száma 36 999 fő (2020. április 1.). Webster megye Humboldt, Greene, Pocahontas, Wright, Calhoun, Hamilton és Boone megyékkel határos.

## Népesség
A megye népessége az elmúlt években az alábbi módon változott:
| Lakosok száma | 40 235 | 37 863 | 37 700 | 37 207 | 37 044 | 37 071 | 36 999 |
|               | 2000   | 2010   | 2011   | 2012   | 2013   | 2015   | 2020   |